# Mecikovița, Gabrovo
Mecikovița (în bulgară Мечковица) este un sat în comuna Gabrovo, regiunea Gabrovo,  Bulgaria. 

## Demografie
Componența etnică a satului Mecikovița
     Bulgari (93,75%)
     Nicio identificare (6,25%)
     Altele (0%)
La recensământul din 2011, populația satului Mecikovița era de 16 locuitori. Din punct de vedere etnic, majoritatea locuitorilor (93,75%) erau bulgari. Pentru 6,25% din locuitori nu este cunoscută apartenența etnică.